# Sporting Union Agen Lot-et-Garonne
El Sporting Union Agen es un club profesional de rugby de Francia de la ciudad de Agen (departamento del Lot y Garona y de la región de Aquitania en el suroeste del país).
Compite actualmente en la Pro D2, la segunda división profesional francesa de rugby.

## Historia

### Orígenes del club
La idea del rugby en Agen nació en una reunión, alrededor de 1900, de un lector de inglés de secundaria, un compañero dentista y Alfred Armandie. Estos jóvenes atletas trajeron las reglas de este nuevo deporte de Inglaterra. Fundaron un primer club de rugby, llamado Sporting club agenais. Alfred Armandie debe ser considerado como el verdadero fundador de este primer club de rugby agenais, y su nombre merece haberse perpetuado al haber bautizado el estadio de rugby construido en Agen en 1921 bajo el nombre de Stade Armandie. El club Agen, bajo el nombre de SU Agen, fue fundado en 1908.

### Primeros triunfos
En la década de los 20, es cuando la SU Agen comienza a cosechar los primeros triunfos reseñables, llegando a las fases finales del campeonato francés, de este modo en 1929 consigue llegar a la "final four" de la lucha por el título venciendo a la USAP que por entonces era uno de los mejores equipos de la época ya que se había ganado el título 2 veces y otras dos había sido finalista en esa década.

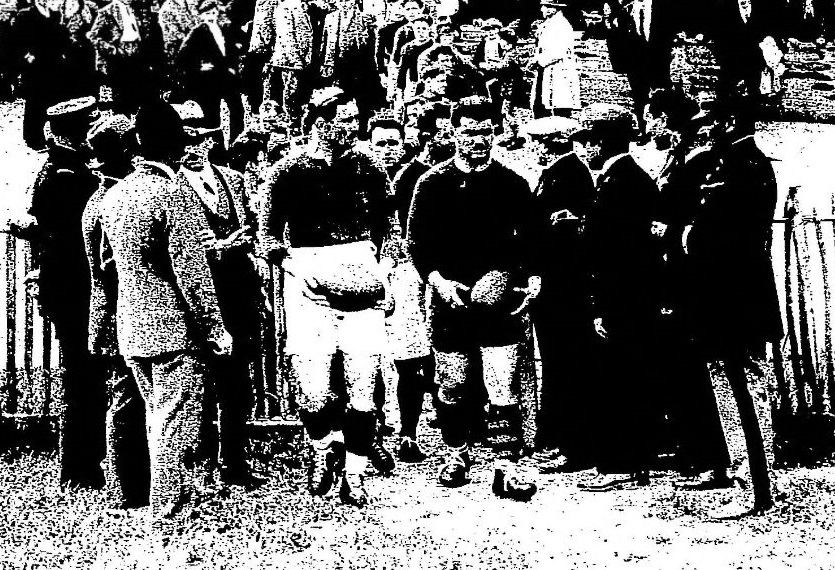
Salida al campo de los capitanes Ribère y Bédère en la final entre Quillan y Agen de 1930.

Pero al año siguiente, en 1930, SU Agen fue más allá, eliminando en los cuartos de final al Tardoceste Tarbais con un puntaje de 18-0, y luego eliminando a la Sección Paloise (campeona de Francia en 1928) con un puntaje de 18- 5. En la final, el Agen se encuentra con el estadounidense Quillan, finalista en 1928 y campeón de Francia en 1929. Esta primera final jugada por SU Agen, el 18 de mayo de 1930, es ganada por los Agenais, con un puntaje de 4-0 gracias a una sola anotación de Marius Guiral. La final tuvo lugar en el parque Lescure, en Burdeos. Este primer escudo de Brennus, fue el primero de otros tantos trofeos ya que en 1932, la SU Agen ganó la primera edición del Desafío Yves du Manoir al vencer al Lyon.

### Confirmación de los triunfos

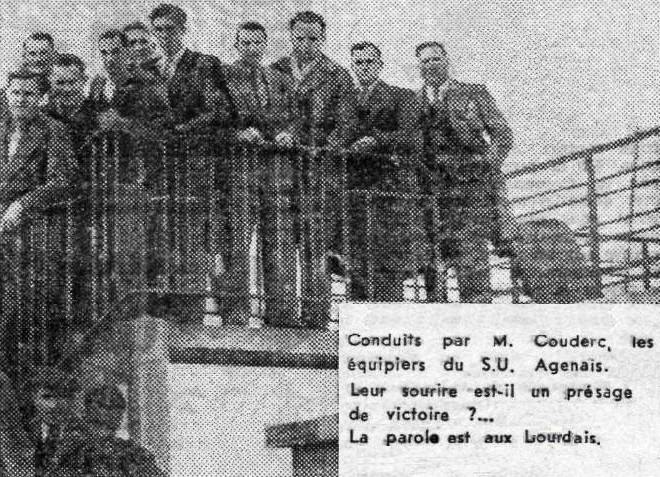
SU Agen equipo campeón de Francia en abril de 1945.

El SU Agen se convirtió en un habitual en los tramos finales de las competiciones. El club trajo nuevos títulos durante la década de 1940. SU Agen jugó la segunda final del campeonato en su historia en 1943, que perdió ante Aviron Bayonnais. Dos años más tarde, en 1945, después de haber derrotado a sus vecinos de US Fumel en la semifinal, Agen jugó su tercera final de campeonato contra el FC Lourdes para ganar su segundo título de campeón de Francia. Dos años después, en 1947, después de vencer al club universitario de París en semifinales, SU Agen jugó la cuarta final de su historia, que perdió ante el Stade Toulouse. Estas tres finales, disputadas en cinco años, con el título de campeón, le permiten al club confirmar lo que ya había mostrado la década anterior.
Además, durante la década de los 40, ganó otros dos títulos a nivel nacional gracias a dos éxitos en dos finales disputadas en la Copa de Francia. El primero primero en 1943 frente al Stade de Burdeos, el segundo en 1945 contra el AS Montferrand. De este modo, SU Agen se convierte en un club puntero ya que logra ser campeón en las tres principales competiciones a nivel nacional: Campeonato de Francia (2), Desafío Yves du Manoir (1) y Copa de Francia (2).

### Década de transición
Durante la década de 1950, SU Agen también llegó a las fases finales de la lucha por los títulos, pero, a diferencia de la década de 1930 y 1940, no ganó ningún título; se contentó con llegar a una semifinal del campeonato en 1952 contra el USAP, una semifinal de la Copa de Francia en 1951, y varios cuartos de final en 1951 contra el US Carmaux (que fue campeón), y en 1955, 1957 y 1959.

### Época dorada
Los años más bellos de SU Agen corresponden a un período de alrededor de treinta años, es decir, los años 1962-1992. Durante estas tres décadas, los numerosos títulos ganados, los numerosos jugadores internacionales en la selección francesa, los ejecutivos dentro de la FFR fueron partícipes del prestigio del SU Agen. Sin embargo, el club nunca ha sido capaz de dominar el campeonato como lo han hecho otros clubes como son: FC Lourdes, AS Béziers o Stade Toulouse; excepto quizás durante los años 1962-1966. El SU Agen pertenece al grupo relativamente pequeño de los clubes más exitosos a nivel nacional, tanto en el Campeonato de Francia, como en el Desafío Yves du Manoir, o en la Copa de Francia. A finales de la década de 1960, en las tres principales competiciones, la lista de campeonatos del club era la siguiente: Campeonato de Francia (5), Desafío Yves du Manoir (2), Copa de FRancia (2).
Fue durante la década de 1960 que SU Agen ganó la mayor cantidad de títulos de campeonato en Francia, con tres victorias en tres finales. Por lo tanto, el club ganó su tercer título de campeón de Francia en 1962 contra AS Béziers por el resultado de 14-11, luego el cuarto título en 1965 contra CA Brive y finalmente el quinto título en 1966 contra US Dax por 9-8. Además, la SU Agen ganó su segunda victoria en el Desafío Yves du Manoir en 1963 contra CA Brive.
Durante la década de 1970, la SU Agen jugó solo una final en el campeonato francés, que ganó en 1976 contra AS Béziers ganando por 13-10, después del tiempo extra) gracias a una penalización de Jean michel Mazas. Agen también juega dos finales del Desafío Yves du Manoir en 1970 contra Toulon y 1975 contra Béziers.
Pero fue durante los años 1982-1993 cuando SU Agen experimentó su período más exitoso: ganó el Campeonato de Francia en 1982 contra Aviron Bayonnais. Luego, en 1988, el club Agen ganó su octavo título contra el Stadoceste Tarbais en una final sin pruebas que no dejará un recuerdo inolvidable. SU Agen también fue finalista en 1984 contra AS Béziers (final perdido en penaltis después de un empate 21-21 después del tiempo extra), en 1986 contra Stade Toulouse y en 1990 contraRacing club de France (después del tiempo extra). Durante los años 1982-1990, el club Agen participó en cinco finales en nueve años, así como en tres semifinales en 1983, 1987 y 1989. Los Agenais disputarán otra semifinal en 1993. Casi siempre encontramos el SU Agen en las semifinales, o en la final, o ganando el título de campeón.
Por lo tanto, este período termina para SU Agen con un computo de seis títulos en el campeonato francés en 1962, 1965, 1966, 1976, 1982 y 1988 (así como tres finales perdidas en 1984, 1986 y 1990), y tres títulos en desafío du Manoir en 1963, 1983 y 1992 (así como tres finales perdidas en 1970, 1975 y 1987), o nueve títulos ganados en las principales competiciones de quince finales disputadas.
Fue en 1995 cuando tuvo lugar la llegada del profesionalismo al rugby francés, y con el ello se pone fin a la "gran era" del SU Agen. Aun así, disputa una semifinal en 1997 Stade Toulousain. Además, Agen todavía cuenta con internacionales en sus filas y, por lo tanto, sigue siendo un club a tener en cuenta. A nivel internacional, disputó en 1997 su primera semifinal del European Challenge. Al año siguiente, en 1998, el club Agen llegó a la final del European Challenge que perdió ante US Colomiers.

### Profesionalismo
Con la transformación del rugby en un deporte profesional a diferencia de otros clubes, SU Agen logra mantener un cierto éxito, en general. Desde principios de la década de 2000, SU Agen ha tenido varias temporadas buenas a pesar de los grandes problemas financieros ya que el club tuvo que vender Stade Armandie al ayuntamiento de Agen. En 2002, para la segunda edición del Top 16, los hombres de Christophe Deylaud dieron la sorpresa en la semifinal al vencer al Stade Toulouse y se plantaron en la final después de catorce años, donde caen en la final frente al Biarritz Olympique. El año siguiente a pesar de la venta de muchos jugadores mayores, fue una temporada récord para el club, que terminó primero en la temporada regular en el Campeonato, habiendo logrado un récord de partidos invicto en el Top 16, pero perdió la final con Stade Toulousain.
Las temporadas siguientes va perdiendo nivel progresivamente de modo que en la temporada 2006-07, cambian 16 jugadores, así como dos nuevos entrenadores y el año termina con un descenso inesperado a Pro D2, que nadie se habría atrevido a imaginar hacia unos meses al contar con el sexto presupuesto del campeonato (9,3 millones de euros), de ese modo desciende de categoría por primera vez desde la década de 1920. lo que significó un trauma para el club y los aficionados.
A pesar del inesperado descenso en Pro D2, Henry Broncan, del FC Auch, asume el papel de entrenador. Este último conoce muy bien el campeonato Pro D2 que ganó con el club Auscitain al final de las temporadas 2003-2004 y 2006-2007. El comienzo de la temporada 2007-08 de Pro D2, cuyo nivel es muy alto, está lejos de ser fácil para el club, que se separa de varios jugadores como parte del necesario reajuste presupuestario.
En 2008, SU Agen celebra su centenario que no pudo celebrar con el ascenso. Para la temporada 2008-2009, el club apuesta para un trío de entrenadores que el formado por Broncan-Lanta-Deylaud, una fórmula sin precedentes y que no consiguió los objetivos propuesto del modo que tras varios años mantuvo a Lanta como entrenador principal y que en la temporada 2009-2010 gracias a su regularidad ganó indiscutiblemente su primer título de campeón de Pro D2.

### Periodo de inestabilidad
Con el ascenso reclutan catorce jugadores nuevos para jugar en Top 14 y aunque fue una temporada difícil termina en un respetable décimo lugar.
El club decide hacer un aumento presupuestario gradual en las siguientes temporadas y el SUA tiene uno de los dos presupuestos más pequeños en el Top 14 y logra el objetivo de la permanencia logrando la décima posición.
Sin embargo, en 2012-2013, el club falló en su objetivo de mantenimiento y el club descendió a Pro D2, tardando dos años en ascencer, gracias a la victoria en una final disputada Toulouse contra el Stade Montois por 16 a 15.
Para la temporada 2015-2016, el SUA tiene el presupuesto más bajo del Top 14 y solo busca mantenerse, sin embargo, tras 5 victorias y 21 derrotas, son relegados a Pro D2 junto a US Oyonnax. Ascendiendo al año siguiente tras ser segundo en la fase regular y vencer en la final a Montauban por 41-20. Las siguientes temporadas SUA mantiene el objetivo de no descender debido a las estrecheces de su presupuesto pero logra el objetivo hasta el día de hoy.

## Palmarés

### Torneos internacionales
- Subcampeón European Challenge Cup (1): 1997–98

### Torneos nacionales
- Campeonato de Francia (8) : 1929-30, 1944-45, 1961-62, 1964-65, 1965-66, 1975-76, 1981-82, 1987-88[8]
- Pro D2 (1): 2009-10
- Copa de Francia (2) : 1943. 1945.
- Desafío Yves du Manoir (4) : 1932. 1963, 1983, 1992.
- Subcampeón Top 14 (6): 1942-43, 1946-47, 1983-84, 1985-86, 1989-90, 2001-02

### Presidentes

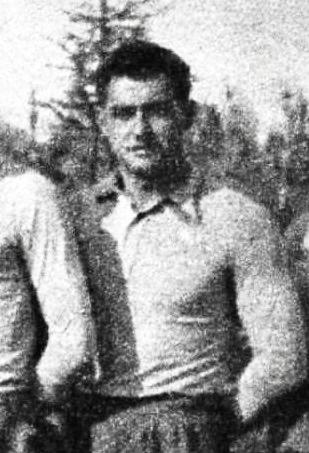
Guy Basquet, presidente del club durante doce años.

- ? - 1965 : Armand Bastoul (Président pendant plus de 30 ans)[9]
- 1965-1968 : Albert Ferrasse
- 1968-1976 : Robert Guignard[10]
- 1976-1985 : René Gri
- 1985-1996 : Guy Basquet[11]
- 1996-2000 : Bernard Lavigne[12]
- 2000 : Hervé Tovo[13]
- 2000-2004 : Jean-Pierre Guignard[14]
- 2004-2007 : Daniel Dubroca[15]
- 2007-2018 : Alain Tingaud[16]
- 2018 - presente : Jean-François Fonteneau[17]